# 国立療養所東北新生園
国立療養所東北新生園（こくりつりょうようじょとうほくしんせいえん）は、宮城県登米市にある国立ハンセン病療養所である。
1939年（昭和14年）10月27日、厚生省所管の国立療養所東北新生園 （定床400床）として発足。

## 歴史
- 1937年三井報恩会の援助により敷地の買収を開始した。
- 1938年4月1日名称を東北新生園と定めた
- 1939年10月27日、厚生省に移管された。定床400床
- 1954年4月1日、定床770床、入所者、628名。以後入所者は年々減っている
- 2006年しんせい資料館が開設された。

## 規模
- 医療法承認病床数：２１８床
- 運営定床：５８床
- 敷地面積：352,149m2
- 建物延面積：２３，５８７m2

## 住所・交通
- 宮城県登米市迫町新田字上葉ノ木沢1
  - 交通アクセスは公式サイトを参照。